# 曲阿之戰
曲阿之戰，是東漢末年孫策平江東之戰中，折衝校尉孫策奪取揚州刺史劉繇根據地曲阿的戰役。
興平元年（194年），劉繇受命為揚州刺史，因左將軍袁術佔據州治壽春，遂渡江統治曲阿，出兵擊敗孫策舅父丹陽太守吳景及孫策從兄丹陽都尉孫賁，兩人退至歷陽。劉繇派遣部將樊能等屯兵橫江津，張英屯兵當利口，以拒袁術軍。
孫策投寄袁術籬下，屢立戰功，卻不受重用。是年，原孫堅部將朱治建議孫策脫離袁術，返回江東故鄉，創建基業。此時，袁術派吳景、惠衢率軍攻張英等未克，孫策遂趁機要求助吳景平定江東。袁術許之，向朝廷請封孫策為折衝校尉。與平二年（195年），孫策率步兵千餘人、騎兵數十人，由壽春南下，沿途招兵買馬，進抵歷陽時，部隊已增至五、六千人。孫策好友周瑜在其從父丹陽太守周尚支持下，率軍及攜帶大批糧秣來歷陽迎接孫策，實力大增。孫策英勇善戰，又知人善任，治軍嚴明，深得民眾擁護，遂率軍進攻橫江、當利，首戰克捷，乘勝渡長江南下，軍鋒所向，無往不勝。於是，孫策首先集中兵力，攻取揚州刺史劉繇屯積糧秣和軍械的牛渚營，盡得邸閣糧草、鎧甲、護具、兵器。當時彭城相薛禮、下邳相笮融依附劉繇為盟主，薛禮據秣陵城，笮融屯兵縣南。孫策首先攻打笮融，笮融出兵交戰，斬首五百餘級，笮融即閉門不敢動。轉而渡江攻打彭城國相薛禮駐守的秣陵城，薛禮突圍逃走。隨即揮師進擊劉繇部將駐守的海陵、湖孰、江乘，而樊能、于麋等複合眾襲奪牛渚屯。孫策聞之，還攻破樊能等，獲男女萬餘人。復南下攻打融，為流矢所中而傷股，不能乘馬，因自輿退還牛渚營。為了引笮融出城，孫策命士兵放出流言說他已重傷而死，笮融聽後遣將於茲攻擊孫策軍，孫策遣步騎數百挑戰，設伏兵於後，於茲出擊時，還未交戰便偽逃，於茲追入伏兵中，中伏大敗，孫策斬首千餘級。孫策後到笮融營下，令左右大呼說：「孫郎竟云何！」於茲於是驚怖夜遁。笮融聞孫策尚在，便深溝高壘，繕治守備，孫策以笮融所屯地勢險固，故捨棄而去，後攻破劉繇別將於海陵，轉攻湖孰、江乘，二城皆破先後攻克並殲滅了劉繇布防在曲阿外圍的守軍，迫使劉繇率兵出城決戰。孫策趁勢猛攻，劉繇大敗，逃往丹徒。
當孫策進軍至劉繇城下時，這時太史慈自東萊來省繇而來，其部下皆勸劉繇以太史慈為大將對抗孫策，但是劉繇卻因許子將之言，而不敢重用。及後遺太史慈偵察城外，卻碰上了孫策，孫策則帶着十三騎人，當中程普、黃蓋、韓當、周泰皆在。太史慈知道為首一人是孫策，於是單騎而上，正與孫策相對，孫策刺太史慈馬，而攬得太史慈背上短戟，同時太史慈亦得孫策兜鍪。這時兩方軍隊各自前來，於是二人各自回去。不久劉繇與孫策相戰，但戰敗，於是棄軍遁逃，諸郡守皆棄城而走，城盡歸孫策所有。孫策進入曲阿，勞賜將士，發恩布令，告諭諸縣：「其劉繇、笮融等故鄉部曲來降首者，一無所問；樂從軍者，一身行，復除門戶；不樂者不強。」一日之間，四面雲集，得見兵二萬餘人，馬千餘匹，從此威震江東。